# Michel Granier
Michel Granier est un footballeur français né le 10 septembre 1951 à Frontignan.